# George Lauder
George Lauder Jr. (Dunfermline, 11 november 1837 - Greenwich (Connecticut), 24 augustus 1924) was een Schots-Amerikaanse industrieel. Als werktuigbouwkundig ingenieur was Lauder verantwoordelijk voor veel van de technische successen die tijdens de industriële revolutie in de staalindustrie werden geboekt, waaronder verbeteringen aan zowel het bessemerprocedé als de kolenwasmachines, terwijl hij ook leiding gaf aan het gebruik van staal in wapens en defensie.
Lauder was een neef van staalmagnaat Andrew Carnegie en was diens zakenpartner in de Carnegie Steel Company. De twee behoorden tijdens hun leven tot de rijkste mannen ter wereld, met het fortuin van Lauder geschat op een waarde van ongeveer $ 19 miljard in dollars van 2018. Door de verkoop van Carnegie Steel aan JP Morgan in 1901 ontstond US Steel, waar Lauder in de raad van bestuur zat. Dit werd het eerste bedrijf ter wereld met een marktkapitalisatie van meer dan $1 miljard ($ 49.2 miljard vandaag).

## Levensloop

### Vroege jaren
George Lauder was de zoon van George Lauder, Sr. en Seaton Morrison. Zijn vader was eigenaar van een winkel in de hoofdstraat van Dunfermline, in Schotland. George Sr. was bekend om zijn inzet voor het Schots nationalisme en een egalitaire democratie en het chartisme. Hij was vóór die tijd een fervent radical die pleitte voor het behoud van de mensenrechten en de publieke rechten, wat leidde tot de hervormingswetten van 1836. Zijn vrouw Seaton stierf jong en Lauder Sr. speelde een belangrijke rol bij de opvoeding van zijn enige zoon George en zijn neef Andrew Carnegie.
Lauder Jr. en Carnegie verschilden twee jaar in leeftijd en waren door hun gedeelde ervaringen goede vrienden. Ze noemden elkaar "Dod" en "Naig" (respectievelijk), vanwege hun wederzijds onvermogen om elkaars naam volledig uit te spreken als jonge kinderen. Nadat Andrew en zijn gezin naar Amerika waren vertrokken, bleef George in Schotland, waar hij zou afstuderen aan de Universiteit van Glasgow met een graad in werktuigbouwkunde; hij studeerde bij onder anderen Lord Kelvin.

### Zakenleven

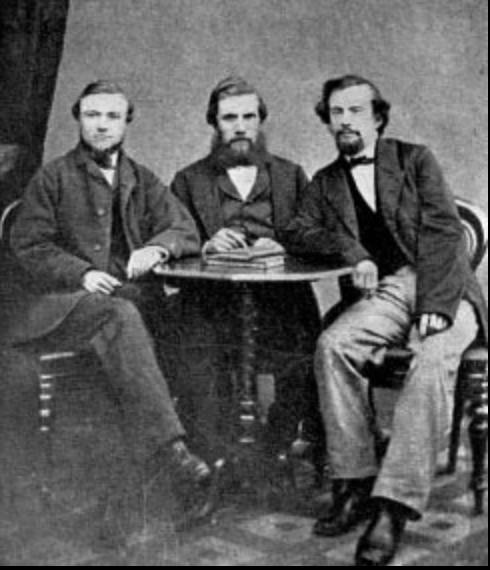
Andrew Carnegie, George Lauder en Thomas Miller in 1862. Genomen in Glasgow, Schotland.

In 1873 schreef Carnegie aan Lauder, die hoewel hij nog steeds in Schotland woonde, steeds zijn naaste vertrouweling en adviseur bleef. Carnegie informeerde naar een term die werd gebruikt in een contract voor het staal dat zou worden gebruikt voor de nieuwe Eads Bridge in St. Louis, Missouri. De onbekende term was Elasticiteitsmodulus. Lauder, een academicus, antwoordde snel en hielp Carnegie bij het sluiten van het contract. Dit was voor Carnegie aanleiding om Lauder te vragen zich bij hem in Amerika te voegen in een voorloper van Carnegie Brothers and Company. Lauder accepteerde en sloot zich aan bij Carnegie, Carnegie's broer (en ook Lauder's neef) Thomas M. Carnegie en Henry Phipps, Jr. in Pittsburgh.
Lauder bracht een nieuwe dynamiek in het bedrijf door zijn technische opleiding en expertise op het gebied van werktuigbouwkunde. Verrassend genoeg had geen van de bestaande partners enige technische opleiding genoten en had geen van hen een universitair diploma. Ze leerden het vak gaandeweg. Lauder bracht verschillende nieuwe ontwikkelingen naar de staalindustrie in Amerika. Aanvankelijk was zijn belangrijkste bijdrage de introductie van het proces voor het wassen en vercooksen van afval uit kolenmijnen. Op dat moment gooiden staalfabrieken het afval gewoon weg. Lauder hield toezicht op het ontwerp en de constructie van de eerste kolenwasmachines in de Verenigde Staten en zou wereldwijd de industriestandaard worden in de productie van staal. Lauder zou ook leiding gaan geven aan de ontwikkeling van het gebruik van staal in bepantsering en bewapening, waar Carnegie zich niet in wilde verdiepen totdat president Benjamin Harrison hem persoonlijk aansprak. Lauder en Charles M. Schwab zouden in 1886 veel tijd doorbrengen in de Krupp-fabriek in Duitsland voordat ze terugkeerden om de enorme pantserplatenfabriek te bouwen bij de Homestead Steel Works, die de oorlogvoering voor altijd radicaal zou veranderen.
Tegen het begin van de twintigste eeuw was Lauder directeur van Carnegie Steel, leidde hij zowel de cokes- als ertsactiviteiten en was hij na Carnegie de grootste aandeelhouder van het bedrijf. Na meer dan dertig jaar als senior lid van het syndicaat te hebben gewerkt, werd Lauder vanwege zijn gematigde en voorzichtige raadgevingen gezien als tegengewicht en de enige 'rem' op zijn vaak impulsieve neef Carnegie. Partner Daniel Clemson noemde Lauder een "vaderfiguur" voor de rest van het bedrijf.
Na de succesvolle verkoop van Carnegie Steel Company aan JP Morgan, die leidde tot de oprichting van US Steel in 1901, trad Lauder toe tot de raad van bestuur van het nieuwe bedrijf. Het werd het eerste bedrijf ter wereld met een marktkapitalisatie van meer dan 1 miljard dollar.

### Uitvinder
In de loop van zijn carrière creëerde Lauder een aantal gepatenteerde wetenschappelijke ontwikkelingen die zowel in de staalindustrie als daarbuiten nuttig waren. Zijn eerste bekende patent werd in 1875 goedgekeurd voor verbeteringen in verbindingen voor smeedijzeren pijpen, dat hij aan zichzelf en zijn neef en partner Thomas Carnegie toewees. Tegen 1877 begonnen zijn bijdragen technischer te worden, waaronder verbeteringen op het gebied van galvanische batterijen en aanzienlijke vooruitgang op het gebied van vouwmachines voor het uitgeven van kranten en boeken.
Op basis van de tijdlijn van patenten lijkt het erop dat Lauder zich pas in de jaren tachtig van de negentiende eeuw op het originele technische denken voor de staalindustrie richtte. Want het was in dit decennium dat Lauder patent aanvroeg op twee van zijn belangrijkste bijdragen aan de staalindustrie. In 1885 ontving hij een patent voor het Bessemer-proces. Terwijl Henry Bessemer het proces in 1856 creëerde, was het patent van Lauder in 1885 de spil en verfijning die een bijna universele uniformiteit in de staalproductie creëerde. Tot dan toe waren er te veel stappen, waardoor menselijke fouten mogelijk waren. Bovendien verwijderde Lauder de ontkolingsstap volledig en kon hij het silicium verwijderen met de laatste "klap" op het metaal tijdens het proces. In 1887 verbeterde Lauder zijn kolenwasproces met een nieuwe machine die simpelweg de Coal and Ore Jigger heette. Deze machine maximaliseerde de nu uiterst belangrijke inkomstenbron van materialen die voorheen als verspilling van het staalproductieproces werden beschouwd.

### Huwelijk
George Lauder trouwde in 1877 met Anna Maria Romeyn Varick. Zijn vrouw, lid van de oude Nederlandse New York Society, was een afstammeling van vele sleutelfiguren in de oprichting en ontwikkeling van New York. Tot haar voorouders behoort Joris Jansen Rapelje, die in 1623 tot de eerste kolonisten van Nieuw-Nederland behoorde en lid was van de Raad van Twaalf – de eerste democratische instelling in de toekomstige Verenigde Staten. Ze was ook een afstammeling van Richard Varick, de tweede postkoloniale (en 45e overall) burgemeester van New York. George en Anna Maria hadden samen drie kinderen, Harriet, George III en Elizabeth.
Hun dochter Harriet trouwde met Dr. James C. Greenway en verenigde de families Lauder en Greenway. Samen deden ze de schenking waarmee de Yale School of Public Health ontstond. Ze kochten ook wat het Lauder Greenway Estate in Greenwich zou worden. Lauder's zoon (de broer van Harriet), George Lauder III, was een spraakmakende zeiler die in 1900 het record vestigde (hij hield het tot 1905) voor de snelste trans-Atlantische oversteek met zijn jacht Endymion.
Tot de nakomelingen van Lauder behoren ornitholoog en ontdekkingsreiziger James Greenway; G. Lauder Greenway, leider van de Metropolitan Opera Association; Polly Lauder Tunney, die zou trouwen met regerend wereldkampioen zwaargewicht boksen Gene Tunney; Amerikaanse vertegenwoordiger en Amerikaanse senator John V. Tunney; oorlogscorrespondent HDS Greenway; George V. Lauder Sr., een oud-CIA-agent; en gerenommeerd ichtyoloog George V. Lauder.

### Familielandgoed

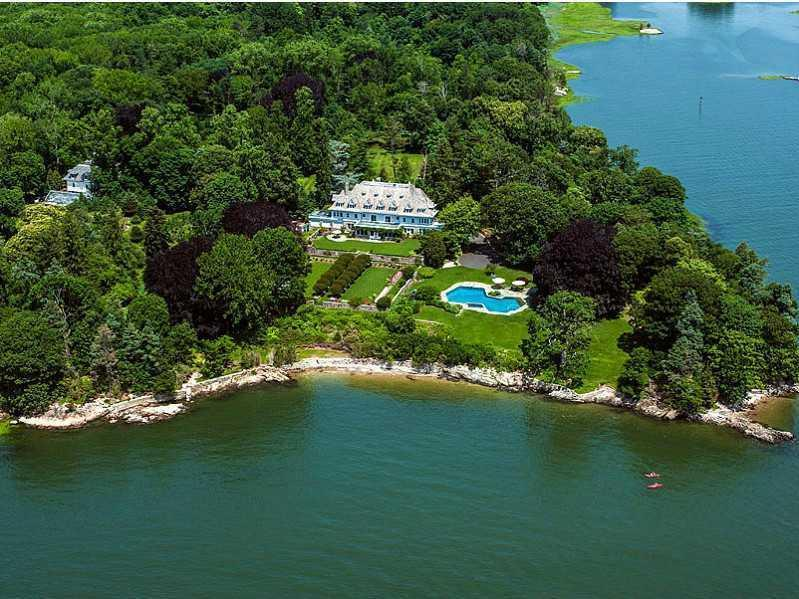
Luchtfoto van het landgoed

George Lauder leefde de laatste elf jaar van zijn leven als weduwnaar op het Lauder Greenway Estate in Greenwich, Connecticut. Gebouwd voor industrieel John Hamilton Gourlie in 1896, werd het in 1905 gekocht door Lauders dochter Harriet Op het moment van aankoop omvatte het landgoed 57 hectare met fruitdragende boomgaarden, een kippen- en varkensboerderij, evenals het huis uit de Franse renaissance, waaraan de familie begin jaren 1910 twee vleugels toevoegde en het landgoed uitbreidde tot meer dan 100 hectare.
Het wordt nog steeds beschouwd als "... Greenwich, Connecticuts laatste Great Estate, een weelderig pand uit het roofbaronnentijdperk dat 50 hectare beslaat, exclusief aan het water gelegen." Het is het grootste overgebleven herenhuis uit de Gilded Age in Connecticut. Het werd in 2014 de duurste privéwoning in de Verenigde Staten toen het werd verkocht voor 120 miljoen dollar (vandaag 148.3 miljoen dollar).